# بيت يوب (الطويلة)

تعديل مصدري - تعديل

بيت يوب هي إحدى قرى عزلة لاعة بمديرية الطويلة التابعة لمحافظة المحويت، بلغ تعداد سكانها 57 نسمة حسب تعداد اليمن لعام 2004.